# Gossip Candy
Singles de Kumi Kōda
Can We Go Back
(2010) Suki De, Suki De, Suki De/Anata Dake Ga
(2010)
Gossip Candy est le 47e single de Kumi Kōda sorti sous le label Rhythm Zone le 7 juillet 2010 au Japon. Il atteint la 4e place du classement de l'Oricon. Il se vend à 60 027 exemplaires la première semaine, et reste classé pendant 11 semaines, pour un total de 84 358 exemplaires vendus. Il sort en format CD et CD+DVD.
Got to Be Real est une reprise de Cheryl Lynn, et a été utilisé comme campagne publicitaire pour Pepsi-Cola. Lollipop a été utilisé comme campagne publicitaire pour 7-Eleven. Inside Fishbowl et Outside Fishbowl ont la même mélodie. Lollipop se trouve sur l'album Dejavu.

## Liste des titres
| 1. | Lollipop                                       | Kumi Kōda, Ian Curnow, Julie Morrisson, Jane Vanghan | Kumi Kōda, Ian Curnow, Julie Morrisson, Jane Vanghan | 3:23 |
| 2. | Inside Fishbowl                                | Kumi Kōda, Niclas Lundin, Joakim Hablin              | Kumi Kōda, Niclas Lundin, Joakim Hablin              | 3:30 |
| 3. | Outside Fishbowl                               | Kumi Kōda, Niclas Lundin, Joakim Hablin              | Kumi Kōda, Niclas Lundin, Joakim Hablin              | 3:30 |
| 4. | For You                                        | Kumi Kōda, Ryuichiro Yamaki                          | Kumi Kōda, Ryuichiro Yamaki                          | 5:51 |
| 5. | Got To Be Real (first press edition seulement) | David Fester, Cheryl Lynn, David Palch               | David Fester, Cheryl Lynn, David Palch               | 4:01 |

| 1. | Lollipop         | 3:55 |
| 2. | Inside Fishbowl  | 3:29 |
| 3. | Outside Fishbowl | 3:29 |